# Rosa Pou Batlle
Rosa Pou (Serra de Daró, 1980) publica Entre monosíl·labs (2012)  on s'endisa en el terreny compartit entre la música i la poesia: prefereix les paraules curtes amb discursos llargs i els jocs i la intuïció abans que els virtuosismes o les gravetats exagerades. Cantautora, poeta i lletraferida, escriu des del costat amè de l'enuig i el goig desxifrant la seva quotidianitat en un paisatge carregat de sons, mots, rimes, ritmes, jocs semàntics i fonètics. És sobretot el joc el que li ha permès desenvolupar una escritpura pròpia i una manera diferent d’acostar-se a la poesia. Actualment codirigeix al costat de les artistes Mar Serinyà i Marta Vergonyós: Lúcides. Cicle d'Arts Poètiques i Visuals a Torroella de Montgrí. Ha realitzat exposicions de «Poesia envasada»: «diferents dosis de poesia elaborada amb la finalitat de ser subministrada via intravenosa. Medicina per a lletraferides i altres afectacions de l’ànima».
Ha publicat Reversible (2016) amb el fotògraf Eugeni Prieto, i enguany Ala, bat! Sí, adeu (2020) amb Edicions Tremendes.
Actualment co-dirigeix la part artística del Centre de Cultura de Dones Francesca Bonnemaison - La Bonne, així com n'ha reemprès l'Àgora Poètica i el Premi de Poesia Francesca Bonnemaison.